# Epilobium nummulariifolium
Epilobium nummulariifolium là một loài thực vật có hoa trong họ Anh thảo chiều. Loài này được R.Cunn. ex A.Cunn. mô tả khoa học đầu tiên năm 1839.